# The Parliaments
A The Parliaments amerikai doo-wop együttes volt. George Clinton alapította, aki később jelentős sikereket ért el a kultikus Parliament és Funkadelic funk zenekarokkal. Több tag is megfordult az együttesben, a végső felállás ez volt: George Clinton, Ray Davis, Fuzzy Haskins, Calvin Simon és Grady Thomas.

## Története
1955-ben alakultak meg. Nevüket a Parliament cigarettamárkáról kapták. Az (I Wanna) Testify című daluk kisebb slágernek számított Amerikában.
1969-ben feloszlottak, Clinton pedig „átvitte” a Parliament nevet a funk együttesére. Érdekességként megemlítendő, hogy Clinton nem folytatta a doo-wop műfajt, hanem inkább két népszerű funk zenekart alapított.
Az együttes nem jelentetett meg albumokat, viszont a dalaik szerepeltek egy-két válogatáslemezen.